# Katharina Sibylla Schücking

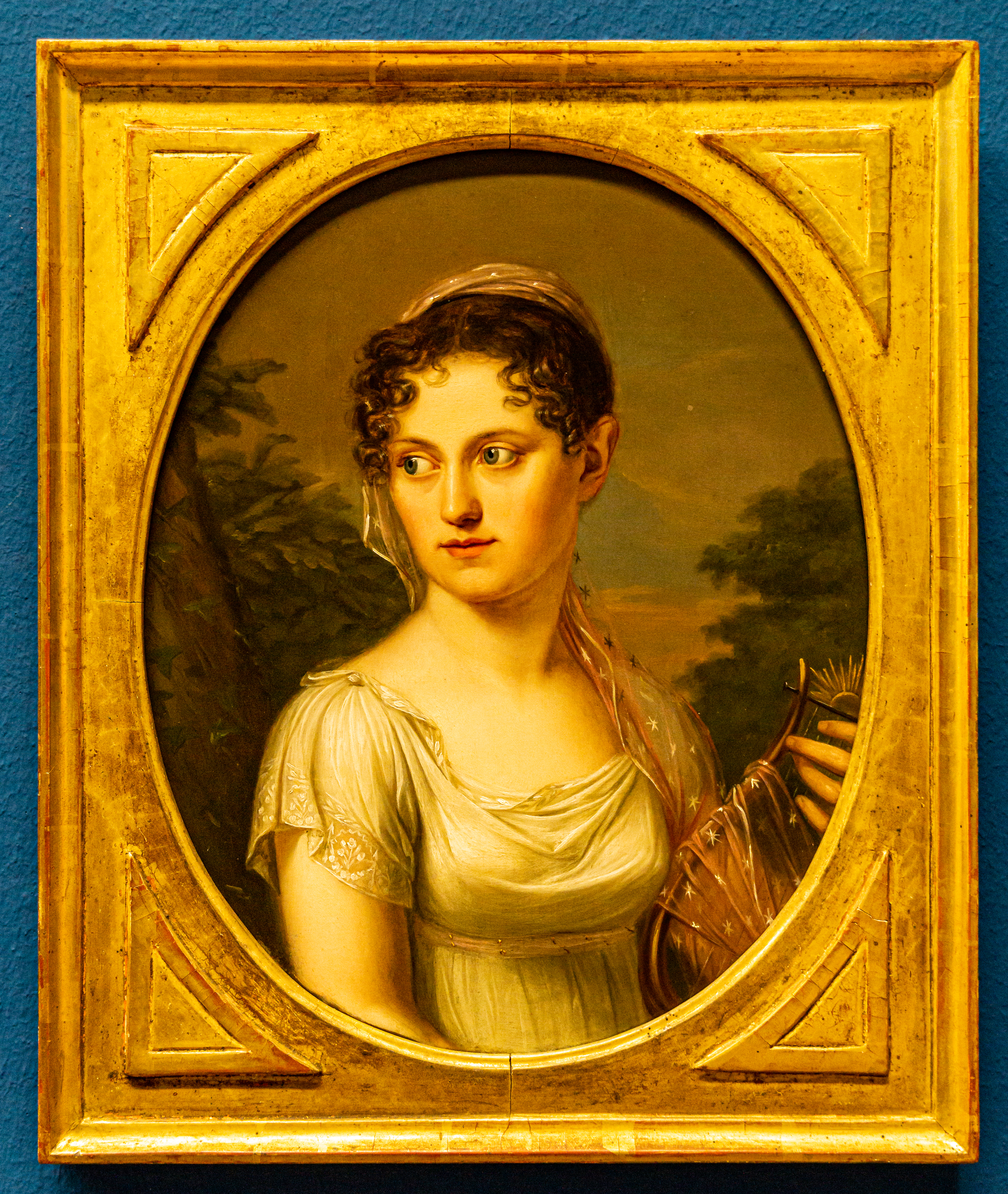
Katharina Sibylla Schücking geb. Busch, porträtiert von Johann Christoph Rincklake

Katharina Sibylla Schücking (* 26. Januar 1791 in Ahlen; † 2. November 1831 in Sögel; gebürtig Katharina Busch) war eine westfälische Dichterin.

## Leben

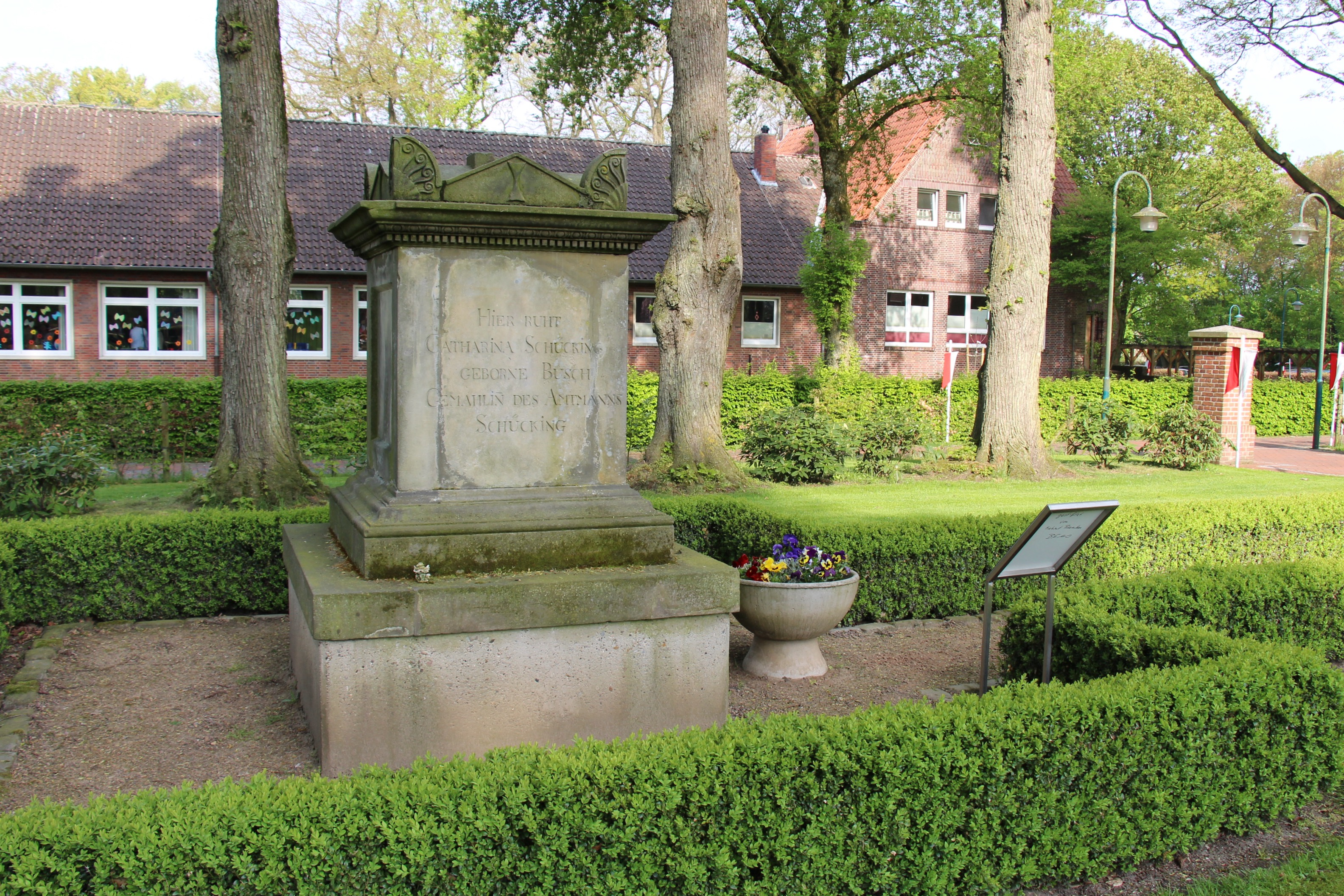
Grabdenkmal

Katharina Sibylla Schücking wurde als ältestes von zwölf Kindern des Stadt- und Landrichters Ignatz Anton Busch und seiner Frau Elisabeth Busch, geb. Elverfeldt, geboren. Sie wuchs in Dülmen auf und wurde im dortigen Kloster Agnetenberg erzogen. Von 1807 bis 1809 hielt sie sich in Münster auf. Hier wurde ihr literarisches Talent durch den Dichter Anton Matthias Sprickmann entdeckt und gefördert. In Münster kam sie auch in Bekanntschaft mit dem Kreis um die Fürstin Amalia von Gallitzin. 1809 kehrte Katharina nach Dülmen zurück. Auf Vermittlung von Sprickmann besuchte sie 1813 für drei Tage Burg Hülshoff, wo sie das „Dichteridol“ von Annette von Droste-Hülshoff wurde. Im gleichen Jahr 1813 heiratete Katharina den Juristen Paulus Modestus Schücking. Die Ehe war jedoch wenig glücklich, denn ihr Mann hatte bereits eine uneheliche Tochter und auch danach außereheliche Affairen, worunter die Dichterin litt. Das Paar hatte sechs Kinder: Christoph Bernhard Levin Matthias, bekannt als Levin Schücking (1814–1883), Peter August Gerhard (1816–1817), Anton Matthias Franz Alfred (1818–1898), Ida Josephina Theophania Desideria (1821–1883), Modesta Paulina Nicolaia Roswitha (1825–1896) und Prosper Ludwig (1828–1887).
1815 siedelte die Familie Schücking nach Sögel bei Meppen über. Katharina litt infolge des Wohnortwechsels unter ihrer gesellschaftlichen und räumlichen Isolation. Auch hierdurch kam ihr literarisches Schaffen zum Erliegen und am 2. November 1831 verstarb sie auf dem Ludmillenhof in Sögel. Das Grabdenkmal von Katharina Sibylla Schücking befindet sich im Vorhof der Kirche St. Prosper in Gehlenberg (Friesoythe).

## Leistungen
Friedrich Raßmanns Mimigardia enthielt 1810 die ersten gedruckten Gedichte Katharina Sibylla Schückings. Entgegen ihrem Wunsch erfolgte dies nicht unter Pseudonym, sondern mit Nennung ihres Namens und Wohnorts. Als Folge ergossen sich Spott und Gelächter über die Urheberin. Hierdurch verlor Katharina jedoch keineswegs an Reputation als Dichterin. Im Jahre 1813 kam es auf Einladung von Clemens-August II. von Droste zu Hülshoff zum ersten Zusammentreffen und einer sich anschließenden Freundschaft mit der damals sechzehnjährigen Annette von Droste-Hülshoff in deren Elternhaus Burg Hülshoff, für die sie eine Art von „Dichteridol“ war. Die Droste widmete ihr später ein eigenes Gedicht, Catharine Schücking.
Ein Teil ihres Werkes blieb unveröffentlicht. Sie schwärmte für Klopstock und war Verfasserin gefühlvoll-zarter Lyrik, wie in Der Traum:
Eine Stunde ach und diese kaum,

Doch die schönste Stunde meines Lebens

War ich selig denn ein holder Traum

Schwebt um meine Schläfe nicht vergebens

Allem Irdischen war ich entrückt

Fühlte was nur Himmlische beglückt

Und dem Traume ganz dahingegeben

Lebt ich schnell ein ganzes schönes Leben.
Ihre Situation kommt aber auch in solchen Äußerungen wie diesen zum Ausdruck: „Wär ich doch kein Weib geworden, das sich so geduldig in all die Fesseln und Einschränkungen des bürgerlichen Lebens schmiegen muß, und das, so verschieden auch sein Charakter und seine Geisteskräfte sein mögen, doch immer sich derselben Bestimmung fügen muß.“ (Brief an Anton Mathias Sprickmann, 1809)
Katharina Sibylla Schücking schrieb unter dem Pseudonym „Pauline zu Cl.“

## Werke
- Briefe an Anton Mathias Sprickmann. In: Groß, Band 1, 1885, S. 216f.
- Briefe an Annette von Droste-Hülshoff. In: K. Schulte Kemminghausen: Ein schicksalhafter Brief. Zum 150. Geburtstag Levin Schückings. In: Westf. Nachrichten. Nr. 206 vom 5. September 1964.

- Katharina Schücking Lesebuch. (= Nylands Kleine Westfälische Bibliothek. Band 27). Zusammengestellt und mit einem Nachwort von Walter Gödden. Aisthesis, Bielefeld 2011, ISBN 978-3-89528-843-2.